# Conradi (Sängerin)
Die Conradi († um 1720) war von den 1690ern bis in das Jahr 1706 der berühmteste Star der Hamburgischen Oper; weder ihr Vorname noch ihr Geburtsdatum sind überliefert, ihr Todesdatum kann nur vage angegeben werden.
Informationen über die Conradi geben Johann Mattheson (Handschriftliche Nachträge zur Ehrenpforte), Benjamin Wedels Biographie Christian Friedrich Hunolds und, gestützt auf Mattheson, die Allgemeine deutsche Biographie – ADB. Sie war demnach die Tochter eines Dresdener Barbiers, in der Musik nicht gebildet – Mattheson notiert, er musste ihr die Melodien vorsingen, sie sang danach aus dem Gedächtnis, mit einem Tonumfang von zwei Oktaven und einer Quart (vom kleinen a bis zum dreigestrichenen d).
Übereinstimmenden Zeugnissen folgend war sie atemberaubend schön: Wedels Biographie überliefert, dass sie 1706, nach dem Skandal, den Hunolds Satyrischer Roman (1706) mit der Publikation ihres angeblichen intimen Tagebuchs (von täglicher Prostitution, für die sie sich beschenken ließ) verursachte, einen polnischen Adligen heiratete und mit diesem nach Berlin ging. ADB vermerkt, dass sie als eine Gruzewska starb.